# Distretto di Tingo
Il distretto di Tingo è un distretto del Perù nella provincia di Luya (regione di Amazonas) con 1.212 abitanti al censimento 2007 dei quali 630 urbani e 582 rurali.
È stato istituito il 2 gennaio 1875.

## Località
Il distretto è formato dall'insieme delle seguenti località:
- Tingo Nuevo
- Tingo Viejo
- Shupalin
- Granero
- Celcas
- Mojon
- San Miguel de Velapata
- Golomia
- Mitopampa
- Huamantianga
- Nogalcucho
- Kuelap
- Huaytapampa
- Pumachaca
- Sauco
- Clarin
- Sicsi